# Trattinnickia glaziovii
Trattinnickia glaziovii är en tvåhjärtbladig växtart som beskrevs av Swart. Trattinnickia glaziovii ingår i släktet Trattinnickia och familjen Burseraceae. Inga underarter finns listade i Catalogue of Life.